# Camponotus aurofasciatus
Camponotus aurofasciatus é uma espécie de inseto do gênero Camponotus, pertencente à família Formicidae.